# Andreas Saurer (Lyriker)
Andreas Saurer (* 1963 in Andeer/Graubünden, Schweiz) ist ein Schweizer Historiker, Lyriker, Journalist, Essayist und Übersetzer. Er lebt und arbeitet in Bern und Basel.

## Leben
Andreas Saurer studierte Geschichte und Neuere Deutsche Literatur in Bern, Berlin und Siena. Von 1995 bis 2017 war er Auslandredakteur der „Berner Zeitung“, seither arbeitet er im Produktionsteam der Tamedia-Mantelredaktion in Zürich. Schwerpunkte seiner journalistischen, wissenschaftlichen und publizistischen Arbeit sind die Zeitgeschichte und die Politik Rumäniens und Italiens. Seine analytische Untersuchung zur Entwicklung des rumänischen Dorfes 1919–1989 liefert die Vorgeschichte der pervertierten ‘Systematisierung’ und erklärt Ceaușescus Wahn als logische Fortsetzung der Kollektivierung und der Enteignungen im Realsozialismus.
Er ist Mitglied des Verbandes "Autorinnen und Autoren der Schweiz" (AdS). Gedichte von ihm wurden übersetzt ins Rätoromanische, Rumänische, Ukrainische, Slowakische und Ungarische. Er übersetzt aus der rumänischsprachigen Lyrik (u. a. „Rumänische Raritäten“, orte-Literaturzeitschrift Nr. 186/2016). 2007 gewann er den Orte-Lyrikpreis, 2005 erhielt er den Debütpreis am internationalen Poesiefestival von Sighetu Marmației. 1995 war er Finalist beim Open-Mike Literaturwettbewerb der Literaturwerkstatt Berlin.

## Werke
- Modernisierung und Tradition. Das Rumänische Dorf 1918–1989. Gardez!-Verlag, St. Augustin 2003. ISBN 3-89796-096-6.
- Berg mit Madonna. Munte cu Madonna. Gedichte. Oradea 2005. ISBN 973-9401-42-2.
- Freie Sicht bis Cagliatscha. Gedichte. Zürich/Oberegg 2008. ISBN 978-3-85830-146-8.
- Rumänische Helden. Reportagen und Essays aus 33 Jahren. Pop-Verlag, Ludwigsburg 2019, ISBN 978-3-86356-250-2.
- im auge ein fels. 99 Gedichte. Klaus Isele Editor, Eggingen 2020, ISBN 978-3-7504-8185-5.